# Blagaj (Chorwacja)
Blagaj – wieś w Chorwacji, w żupanii karlowackiej, w mieście Slunj. W 2011 roku liczyła 27 mieszkańców.